# Mesosemia adida
Mesosemia adida is een vlindersoort uit de familie van de prachtvlinders (Riodinidae), onderfamilie Riodininae.
Mesosemia adida werd in 1869 beschreven door Hewitson.